# Johannes Martini
Johannes Martini (c. 1440 – eind 1497 of begin 1498) was een Brabantse polyfonist van de renaissance.

## Leven
Hij werd in het hertogdom Brabant geboren omstreeks 1440, maar over zijn vroege jaren is de informatie schaars. Zijn opleiding ontving hij wellicht in de Nederlanden zoals de meeste componisten van zijn generatie. Iets voor 1473 raakte hij verbonden aan de hertogelijke kapel van Ferrara, Italië, waar Ercole I d'Este ernaar streefde een muzikale cultuur ingang te doen vinden die gelijke tred kon houden met die welke in enkele andere aristocratische centra in Italië was opgebouwd.
Martini was lid van de vermaarde Milanese kapel van de familie Sforza in juli 1474, samen met Loyset Compère, Gaspar van Weerbeke en enkele andere componisten uit de Nederlanden die de eerste golf van Nederlandse polyfonisten in Italië vertegenwoordigen, de periode rond 1400 met Johannes Ciconia en enkele andere componisten buiten beschouwing gelaten. In november keerde Martini terug naar Ferrara. Wat de oorzaak was van zijn vertrek en zijn terugkeer is niet geweten, maar aangezien de Milanese kapel de meest vermaarde van Europa was, is het mogelijk dat hij namens zijn Ferrarese werkgever poolshoogte kwam nemen om er terzelfder tijd zijn eigen zangkunst en compositorisch kunnen bij te schaven.
Martini werd door zijn werkgever goed beloond. Hij ontving niet alleen een ongewoon hoog salaris als zanger bij de hofkapel, maar ook een eigen huis in Ferrara.
In 1486 reisde hij naar Hongarije als lid van de delegatie van Ferrara naar aanleiding van de ambtsaanvaarding van een lid van de familie d'Este als aartsbisschop van Esztergom. In 1487 en 1488 maakte hij twee verschillende reizen naar Rome om er te onderhandelen over de prebenden die hertog Ercole hem had toegekend.

## Muziek
Martini componeerde missen, motetten, psalmen, hymnen, en enkele wereldlijke liederen, waaronder chansons. Zijn stijl is behoudsgezind en verwijst naar de muziek van de oudere Bourgondische School, voornamelijk in de missen. Enige stilistische gelijkenis met Jacob Obrecht zou erop kunnen wijzen dat beiden elkaar hebben leren kennen. Het is niet uitgesloten dat Martini ook muziek van Obrecht heeft gezien. Obrecht was in Ferrara in 1487 te gast en van zijn muziek weten we dat die in Italië in de vroege jaren 1480 in omloop was.
Enkele van de vroegste exemplaren van het genre van de parodiemis zijn van de hand van Martini. Zijn Missa domenicalis en zijn Missa ferialis, die hypothetisch in ten vroegste de jaren 1470 worden gesitueerd, wenden parodietechnieken aan in de tenorpartij die gewoonlijk de partij is die de cantus firmus draagt. De mis bevat echter ook hetzelfde melodische materiaal in andere partijen daar waar de imitatie aanvangt. De parodietechniek stond op het punt om tegen de aanvang van de 16e eeuw de overheersende methode te worden om missen te componeren.
Behalve dat Martini een vruchtbaar toondichter was van relatief behoudsgezind gecomponeerde missen, is hij de eerste componist van wie psalmzettingen bekend zijn voor antifonaal zingend dubbel koor. Deze stijl die zeventig jaar later vooral in Venetië onder Adriaan Willaert een hoge vlucht zou nemen, lijkt geen invloed te hebben gehad in zijn tijd, al was het dan een markante innovatie.
Zijn wereldlijke muziek is zowel in het Frans als in het Italiaans gecomponeerd. Een bijzonder curiosum is zijn "Fuge la morie", dat in drie verschillende bronnen evenwel tekstloos bewaard is gebleven, in de mate waarin in tegenstelling tot de twee Italiaanse manuscripten het Segoviaanse manuscript, dat van iets jongere datum is, voorzien is van een Nederlands tekstincipit “Scoen kint”, waarbij echter de rest van de liedtekst ontbreekt.